# 妮基塔·海恩斯
妮基塔·海恩斯（英語：Nikita Hains，2000年2月14日—），澳大利亚女子跳水运动员，2023年大洋洲跳水锦标赛女子10米跳台金牌得主、2024年世界游泳锦标赛混合团体铜牌得主。